# Lago de Cana Brava
O Lago de Cana Brava está localizado no extremo norte do Estado de Goiás, entre os municípios de Minaçu, Cavalcante e Colinas do Sul, sendo o reservatório da Usina Hidrelétrica de Cana Brava, com área inundada de 139 km2, e um volume de água de 2,3 bilhões de m³ e uma capacidade máxima de vazão de até 17.800 m3/s.
Foi formado através do represamento das águas do Rio Maranhão (afluente do Rio Tocantins) e seus afluentes: Rio Bonito, Rio São Félix, Rio do Carmo, Rio Preto e Córrego Lajeado.
Dentre os municípios que abrigam o lago, Minaçu foi o mais privilegiado, pois seu perímetro urbano está ao lado do lago, o que permite que seus moradores o-utilizem para pesca, passeios náuticos, existem ainda diversas propriedades particulares ao longo dos mais de 70 km de margem do lago, como clubes, ranchos, salões de eventos, além da Praia do Sol (ilha artificial), um dos principais pontos turísticos de Minaçu, muito utilizada para o lazer dos moradores da cidade e visitantes advindos dos mais variados lugares do Brasil.
O Lago de Cana Brava é também utilizado para a Piscicultura, onde a produção de peixes já alcançou mais de 2.500 toneladas anuais, com projetos de expansão prevendo a produção em larga escala de até 3 milhões de toneladas anuais de Tilápia, além da construção de um frigorífico em Minaçu, o que permitirá a criação de até 185 novos empregos.